# Bracon braconius
Bracon braconius är en stekelart som först beskrevs av Szepligeti 1904.  Bracon braconius ingår i släktet Bracon och familjen bracksteklar. Inga underarter finns listade.